# Російська окупація Житомирської області
Російська окупація Житомирської області — військова окупація, яка розпочалася 24 лютого, коли російські війська захопили декілька сіл Народицької селищної громади, Овруцької міської громади, Гладковицької та Словечанської сільських громад і завершилась 4 квітня 2022 року їх звільненням.
Російські війська прибули з Гомельської області Білорусі до Житомирської області, спочатку захопивши кілька населених пунктів, таких як Виступовичі та Радча. Пізніше до північно-центральної Житомирської області прибули додаткові війська та захопили Червоносілку, Селезівку та Сирницю. Також на початку березня Народичі та Залісся декілька днів перебували під окупацією.
За даними Житомирського обласного лабораторного центру кількість мешканців населених пунктів до окупації складало 558 осіб, після — 275 осіб.

## Хронологія окупації

### Народицька громада
Починаючи з першого дня повномасштабного вторгнення Росії на територію України, окупанти зайняли кілька населених пунктів Народицької громади, таких як Радча, Вільхова, Ровба, Тичків та інші. Близько 28 лютого вже були захоплені Грезля і Давидки.
Приблизно в середині березня російські війська намагалися піти в наступ на Народичі, але під час цього наступу вони зіткнулися з опором українських військ біля села Славенщина, і в підсумку міст через річку Норинь було підірвано, що не дало змоги продовжити наступ.
Після невдалого наступу на Народичі, російські війська далі спробували просунутися в бік Овруча через село Привар. Під час цього наступу вони також не домоглися значного успіху і відступили з села Привар.
28 березня під час важких боїв було окуповано населений пункт Рубежівка. Але тим не менш, російські війська утримували село лише кілька днів і вже 1 квітня Рубежівку було звільнено.

## Територія

### Північні райони Житомирської області, які були окуповані

#### Коростенський район
- Радча (з 24 лютого по 4 квітня)
- Нова Радча (з 24 лютого по 4 квітня)
- Стара Радча (з 24 лютого по 4 квітня)
- Ровба (з 24 лютого по 4 квітня)
- Вільхова (з 24 лютого по 4 квітня)
- Тичків (з 24 лютого по 4 квітня)
- Грезля (з 28 лютого по 4 квітня)
- Давидки (з 28 лютого по 4 квітня)
- Привар (з кінця березня по 2-4 квітня)
- Залісся (з початку по середину березня)
- Мотійки (з початку по середину березня)
- Славенщина (з початку по середину березня)
- Христинівка (з початку по середину березня)
- Стара Гута (з середини березня по 2-4 квітня)
- Рубежівка (з 28 березня по 1 квітня)
- Стасева (з початку березня по 20-25 березня)

#### Житомирський район
- Ставище (з 25 по 26 лютого)